# Kamenný Most (Repubblica Ceca)
Kamenný Most é uma comunas checa localizada na região da Boêmia Central, distrito de Kladno.